# 甘肃景天
甘肃景天（学名：Sedum perrotii）为景天科景天属的植物，为中国的特有植物。分布在中国大陆的青海、甘肃、四川等地，生长于海拔4,000米至4,300米的地区，多生于高山阳坡草地上，目前尚未由人工引种栽培。